# گویش دماوندی
گویش دماوندی گویشی از زبان‌های ایرانی شمال غربی و زیر مجموعه زبان‌های کاسپین و زیر شاخه گویش‌های فارسی-مازندرانی
است که در شهرستان دماوند استان تهران و بخش ایوانکی استان سمنان گویش می‌شود. وبگاه گلاتولوگ گویش دماوندی را از گویش‌های فارسی-مازندرانی (Perso-Tabaric) قلمداد کرده است. این گویش همچون دیگر گویش‌های فارسی-مازندرانی با زبان مازندرانی قرابت زیادی دارد و در فعل و واژه شبیه به گویش شمیرانی قصران و تنها در صرف فعل با گویش شمیرانی قصران متفاوت است. در گویش شمیرانی قصران افعال مازندرانی در قالب مازندرانی صرف می‌شوند ولی در گویش دماوندی افعال مازندرانی در قالب فارسی صرف می‌شوند. برخی از پژوهشگران گویش مردم شهر ایوانکی را نیز گویش دماوندی می‌دانند. عده‌ای به اشتباه گویش دماوندی را به زبان تاتی مرتبط می‌دانند؛ در حالی که ساختمان زبان تاتی با دماوندی به ویژه از نظر دستوری کاملاً متفاوت است.
به گفتهٔ حبیب برجیان در دامنه جنوبی رشته کوه البرز طیف وسیعی از لهجه‌های ترکیبی وجود دارند که می‌توانند به دو گروه تقسیم شوند: گروه نخست گویش‌های طبری هستند که تحت تأثیر زبان فارسی هستند که اصطلاحاً به آن گویش تبروید گفته می‌شود و گروه دوم گویش‌های فارسی هستند که تحت تأثیر زبان طبری هستند و به نوعی مرز انتقال دو زبان طبری و فارسی محسوب می‌شوند که اصطلاحاً به آن گویش فارسی طبری گفته می‌شود. در گویش‌های فارسی-مازندرانی یک واگرایی در واژگان فارسی دیده می‌شود که با لهجه تهرانی تلفظ می‌شوند و از نظر ریخت‌شناسی بسیار شبیه به گویش تهرانی هستند ولیکن از نظر فعلی تحت تأثیر زبان مازندرانی هستند و دراین گویش‌ها افعال مازندرانی در غالب فارسی صرف می‌شود. باوجود نزدیکی بین گویش‌های فارسی-مازندرانی و فارسی، به علت وجود واژگان متفاوت و استفاده از افعال مازندرانی درک متقابل بین گویشوران این دو زبان به شدت پایین می‌باشد و پژوهشگرانی همچون صادق کیا از زبان طبری برای فهم این گونه گویش‌ها بهره جسته‌اند.
دانشنامه ایرانیکا درباب زبان منطقه قصران آورده است که باید به دو بخش باید تقسیم شود. زبان بومیان شمال و شمال شرق منطقه بخش درونی قصران نزدیکی بسیار زیادی به زبان مازندرانی دارد. گویش منطقه جنوبی از اوشان در مرکز تا جاجرود و تجریش در جنوب شمیران گونه ای از گویش‌های فارسی-مازندرانی است و ویژگی‌های زبان‌های کاسپین را دارد در سال‌های دور آن دسته از بومیان تهران که در محدوده ونک و شمیران سکونت داشتند به دلیل مجاورت با استان مازندران لهجه مازندرانی داشتند. والنتین ژوکوفسکی خاورشناس و زبان‌شناس روس اواخر قرن ۱۹ میلادی در سفری که به ایران داشت در حوالی شمیران با گویش تجریشی آشنا شده و در آثارش به این گویش اشاره می‌کند؛ گویشی که شباهت بسیاری با گویش مازندرانی دارد. تا امروز در محدوده‌هایی از جمله سرآسیاب دولاب، شاه عبدالعظیم و… هنوز هم افرادی با لهجه شمرانی صحبت کنند؛ لهجه‌ای که ملایم شده گویش مازنی است.
گیتی دیهیم در کتاب بررسی خرده‌گویش‌های منطقهٔ قصران به انضمام واژه‌نامهٔ قصرانی آورده است: البته زبان رایج در لالان مانند اوشان، فشم، میگون و لواسان، کاملاً تاتی نیست و زبان مازندرانی بسیار در آن نفوذ یافته است. گویش مردم لالان به گویش روستاهای امامه، زایگان، آبنیک، گرمابدر، میگون و شمشک در قصران بسیار نزدیک است. نفوذ مازندرانی در زبان تاتی قصران به این دلیل است که قصران در گذشته تحت حاکمیت طبرستان قرار داشته اما در تقسیمات کشوری معاصر جزو استان تهران محسوب می‌شود.حسین کریمان در جلد دوم کتاب قصران کوهسران آورده است :منطقه قصران باستانی شامل مناطق اوشان، فشم، شمشک، گاجره و روستاهای کوهپایه‌ای توچلال تا مناطق غربی رودخانه جاجرود. زبان عمومی مردم قصران لهجه‌ای از زبان باستانی پهلوی است که زبان طبری یا مازندرانی، که از ریشهٔ زبان‌های دیرین ایرانی است، و عربی و اندکی ترکی، بدان درآمیخته و از زبان دری نیز در قرون اسلامی تأثیر یافته است، و هر چه از ری به مازندران نزدیک تر شوند بر میزان لهجهٔ مازندرانی به همان نسبت افزوده می‌شود، چنان‌که در لهجهٔ میگون و شهرستانک و لالان و زایگان و روته و گرمابدر و شمشک و دربندسر لهجهٔ مازندرانی غلبه دارد.

## گویش دماوندی یا تاتی
دکتر مهدی علمداری در صفحات ۴۱ تا ۴۹ کتاب گویش دماوندی به گویش دماوندی و عوامل مؤثر بر آن می پردارد و در صفحه ۵۰ به نتیجه‌گیری می‌پردازد. به گفتهٔ مهدی علمداری نویسنده کتاب گویش دماوندی: بعضی از پژوهشگران گویش دماوندی را «تاتی» نامیده‌اند. زبان تاتی در شمار زبان‌های ایرانی جنوب غربی است و هرچند بین بعضی از لهجه‌های تاتی و دماوندی مشابهت‌هایی دیده می‌شود، نمی‌توان این گویش را تاتی دانست؛ زیرا از نظر دستوری و خصوصیات نحوی، تفاوت زیادی میان آن دو وجوددارد. لفظ تاتی گاه به لهجه‌های دیگر به جز زبان تاتی نیز گفته شده است. به‌طور کلی، چون گویش‌ها و لهجه‌های فارسی از اصل واحدی منشعب شده‌اند، به یقین بین واژه‌ها و قواعد دستوری آنها شباهت‌هایی وجود دارد؛ اما میزان این تشابهات بین گویش دماوندی و گویش‌های تهرانی قدیم و مازندرانی و شمال تهران بیشتراست.
تردید نیست که در اثر نزدیکی جغرافیایی و تماس مناطق با یکدیگر، هر منطقه ای برخی از خصوصیات زبانی و آداب و رسوم منطقه دیگر را کسب کرده است. اگرچه نمی‌توان این پیوندها را صرفاً معلول رابطه مستمر بین این گویش‌ها دانست، اما می‌توان رد پایی از خصوصیات این گویش به دست آورد تا در تحلیل‌های دقیق و علمی زبان شناسان از آنها استفاده شود. از آنجا که تفاوت این گویش با گونه‌های دیگر آن در روستاها و بخش‌های دماوند و همچنین با گویش‌های شمیرانات و دیگر نقاط شمالی تهران بسیار اندک است، بیشتر خصوصیات این گویش در مورد آنها نیز صادق است. در شمال شهر دماوند، به فاصله دو یا سه کیلومتر از مرکز شهر، گویش مازندرانی رایج است؛ اما درجنوب شهر تا شعاع ۳۰ کیلومتری لهجه‌های گویش دماوندی رواج دارد.

## گویش مازندرانی دماوند
مردم دماوند در محلات شمالی شهر دماوند از شمال شهر تا سه کیلومتری مرکز شهر به گویش طبری دماوندی که گویشی از زبان مازندرانی است صحبت می‌کنند. محلات مازندرانی زبان دماوند شامل: اوره، احمدآباد، دشت مشا، دشتبان، دشتک، دشتمزار و چشمه‌علا می‌شود.

## محدوده جغرافیایی
گویش دماوندی گویش بومیان شهر دماوند و روستاهای شرقی و جنوبی شهرستان دماوند می‌باشد این گویش در برخی روستاهای غربی فیروزکوه و همچنین این گویش زبان بومیان شهر ایوانکی استان سمنان و برخی روستاهای غربی گرمسار گویش می‌باشد.
گویش دماوندی در نواحی زیر گویش می‌شود:
1. استان تهران: شهر دماوند و آبادی‌های شرقی و جنوبی شهرستان دماوند و برخی روستاهای غربی شهرستان فیروزکوه.
2. استان سمنان: بخش ایوانکی و تمامی آبادی‌های شهرستان ایوانکی و آبادی‌های غربی بخش مرکزی گرمسار.

## دستور زبان

### ضمایر
در گویش دماوند ضمیر سه حالت دارد: فاعلی، مفعولی و ملکی.
| ضمیر            | ۱ مفرد | ۲ مفرد | ۳ مفرد | ۱ جمع | ۲ جمع  | ۳ جمع   |
| --------------- | ------ | ------ | ------ | ----- | ------ | ------- |
| فاعلی، دماوندی  | man    | tu     | u      | mâ    | šomâ   | unâhâ   |
| مفعولی، دماوندی | mana   | tora   | ura    | mâra  | šomara | unâhâra |
| ملکی، ذماوندی   | m      | t      | š      | mun   | tun    | šun     |

### شناسه
در گویش دماوند شناسه‌ها به صورت زیر در آخر فعل می‌آیند:
| گذشته                                   | ۱ مفرد | ۲ مفرد | ۳ مفرد | ۱ جمع | ۲ جمع | ۳ جمع |
| --------------------------------------- | ------ | ------ | ------ | ----- | ----- | ----- |
| شناسه پس از همخوان (صامت)               | am     | i      | ∅      | im    | in    | an    |
| شناسه پس از واکه (حرف صدادار) فعل حال   | m      | y      | e      | ym    | yn    | n     |
| شناسه پس از واکه (حرف صدادار) فعل گذشته | m      | y      | ∅      | ym    | yn    | n     |
| شناسه پس از واکه (ی)                    | am     | ey     | ∅      | eym   | eyn   | an    |

### صرف فعل
در جدول زیر فعل آوردن (biowrdan) بر اساس گویش دماوند در زمان‌های مختلف صرف می‌شود.
| زمان/شخص           | ۱ مفرد          | ۲ مفرد        | ۳ مفرد       | ۱ جمع           | ۲ جمع           | ۳ جمع           |
| ------------------ | --------------- | ------------- | ------------ | --------------- | --------------- | --------------- |
| حال التزامی        | biowram         | biowri        | biowre       | biowrim         | biowrin         | biowran         |
| حال ساده           | miowram         | miowri        | miowre       | miowrim         | miowrin         | miowran         |
| حال در حال انجام   | daram-miowram   | dari-miowri   | dare-miowre  | darim-miowrim   | darin-miowrin   | daran-miowran   |
| گذشته ساده         | biowrdam        | biowrdi       | biowrde      | biowrdim        | biowrdin        | biowrdan        |
| گذشته استمراری     | miowrdam        | miowrdi       | miowrde      | miowrdim        | miowrdin        | miowrdan        |
| گذشته در حال انجام | dâštam-miowrdam | dâšti-miowrdi | dâšt-miowrde | dâštim-miowrdim | dâštin-miowrdin | dâštan-miowrdan |
| گذشته کامل         | biowrda bam     | biowrda bi    | biowrda bo   | biowrda bim     | biowrda bin     | biowrda ban     |